# Gornaya-Shoria-Megalithen

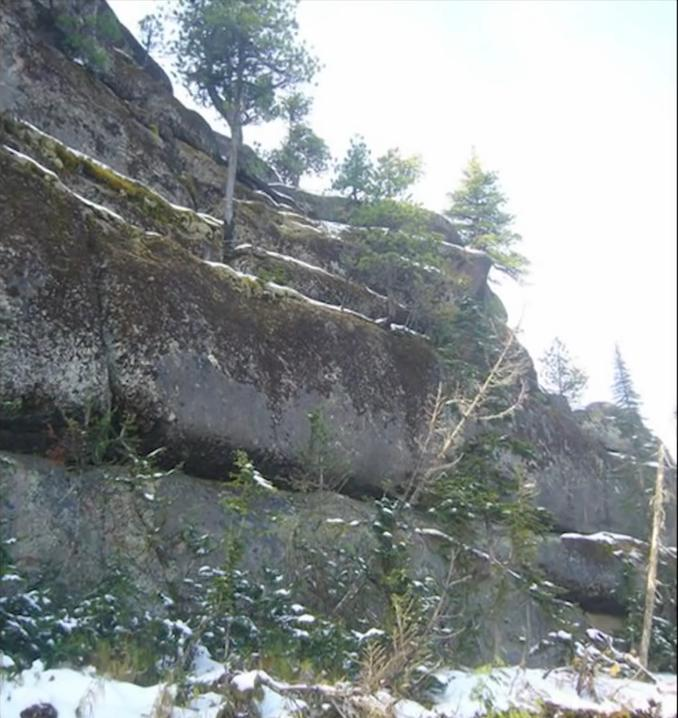
Shoria-Megalithen

Die Gornaya-Shoria-Megalithen oder Bergschorien-Megalithen sind Felsformationen, die in der Region Bergschorien gefunden wurden, die den südlichen Teil der Oblast Kemerowo in Südsibirien, Russland, umfasst. Die Megalithen, auch als Megalithkomplex Surak-Kuilum und unter anderen Namen bekannt, bilden die Kämme und den Gipfel des 1203 m hohen Berges Kuylyum (Kuilum, Kulyum) (russisch Горна Куйлюм). Der Fuß dieses Berges liegt 8 km vom Dorf Orton (russisch Ортон) entfernt. Der Berg Kuylyum ist Teil des Kulyum-Surak-Granitmassivs im Shoria-Gebirge. Die Kämme und Gipfel dieses Massivs liegen zwischen 700 und 1203 m.
In grenzwissenschaftlichen Artikeln wurde behauptet, dass es sich bei diesen Felsformationen um gigantische prähistorische, von Menschenhand geschaffene Blöcke oder Megalithen handele. Die Ende der 1990er Jahre von Geologen durchgeführte geologische Kartierung der Kämme und des Gipfels des Berges Kuylyum identifizierte diese Felsformationen als entblößte vorbereitete Grate (russisch Денудационные отпрепарированные гребни и гряды), die durch die natürliche und unterschiedliche Erosion lokaler Gesteinsschichten und Grundgestein entstanden sind.

## Theorien zur Bildung
Russische populäre Artikel haben berichtet, dass Wissenschaftler die Felsformation als Ergebnis geologischer Prozesse im Zusammenhang mit der intensiven Verwitterung des Gesteins, aus dem der Berg Shoriya besteht, vermuten. Sowohl tektonische Kräfte, die auf tiefliegendes Grundgestein wirken, als auch die Druckentlastung, die im oberflächennahen Grundgestein auftritt, wenn es angehoben und erodiert wird, bilden üblicherweise rechteckige, blockartige Felsformationen, die aus verbundenem Gestein bestehen. Tektonische Kräfte, die auf tiefliegendes massives Grundgestein wie Granit wirken, und die Druckentlastung, wenn dieses Grundgestein durch Erosion freigelegt wird, können Klüfte erzeugen, die als orthogonale Kluftsätze bekannt sind und sich in einem Winkel von nahezu 90 Grad schneiden. Orthogonale Fugensätze führen häufig zur Bildung von Felsformationen, die in Größe und Form mit den Blöcken auf Bildern der angeblichen Megalithen vergleichbar sind.
Sphäroide Verwitterung, eine Form der chemischen Verwitterung, kommt häufig vor, wenn Grundwasser durch orthogonale Fugensätze in der Nähe der Oberfläche zirkuliert. Dieser Prozess führt zur Veränderung und zum Zerfall des an die Fugen angrenzenden Grundgesteins. Durch die bevorzugte Entfernung von verwittertem Grundgestein durch Erosion entstehen häufig Grundgesteinsblöcke, die als Kernsteine bezeichnet werden. Diese Grundgesteinsblöcke haben üblicherweise abgerundete Ecken und sind durch Risse unterschiedlicher Größe voneinander getrennt. Solche Kernsteine bilden sowohl Hügel als auch Berge, die aus freiliegenden und rechteckigen Blöcken aus verbundenem Grundgestein bestehen und mit den Felsformationen im Berg Shoriya vergleichbar sind. Diese Hügel und Berge werden entweder Tor oder Koppies genannt.